# Cabinet des Médailles
Cabinet des Médailles (česky Kabinet medailí), oficiálně Département des Monnaies, Médailles et Antiques de la Bibliothèque nationale de France (Oddělení mincí, medailí a starožitností Francouzské národní knihovny) je sbírka mincí, medailí a starožitností Francouzské národní knihovny. Sídlí v Paříži v historické budově knihovny v ulici Rue Vivienne ve 2. obvodu. Bývalá královská sbírka je nejstarším muzeem ve Francii. Obsahuje zhruba 520 000 mincí a medailí, asi 35 000 uměleckých předmětů a knihovnu s 80 000 svazky.

## Historie
Kabinet zahrnuje sbírky šperků, rytých drahokamů (intaglie a kameje), antických soch a keramiky a mincí a medailí (původně se až do 19. století jako medaile označovaly rovněž antické mince), které od středověku shromáždili francouzští králové.
Po vypuknutí hugenotských válek za vlády Karla IX. (1560-1574) vytvořil král funkci strážce královských medailí a starožitností na ochranu královských sbírek. Opravdový rozkvět přišel za vlády Ludvíka XIV., který zdědil kabinet kuriozit svého strýce Gastona Orleánského. Rovněž sám obohatil kabinet množstvím starožitností, např. pokladem Childericha I., darovaný císařem Leopoldem I. v roce 1665. V roce 1666 nechal král přesunout kabinet z paláce Louvre do Rue Vivienne, kde sídlila královská knihovna, a v roce 1684 na zámek Versailles. Kolem roku 1720 se kabinet vrátil zpět do Paříže do budovy knihovny, kterou v letech 1720-1740 upravil architekt Robert de Cotte.
Za Velké francouzské revoluce se stal kabinet součástí Národní knihovny.
V roce 1917 byl umístěn na dnešní místo v prvním patře budovy na Rue de Richelieu (současný vstup je z ulice Rue Vivienne).

## Sbírky

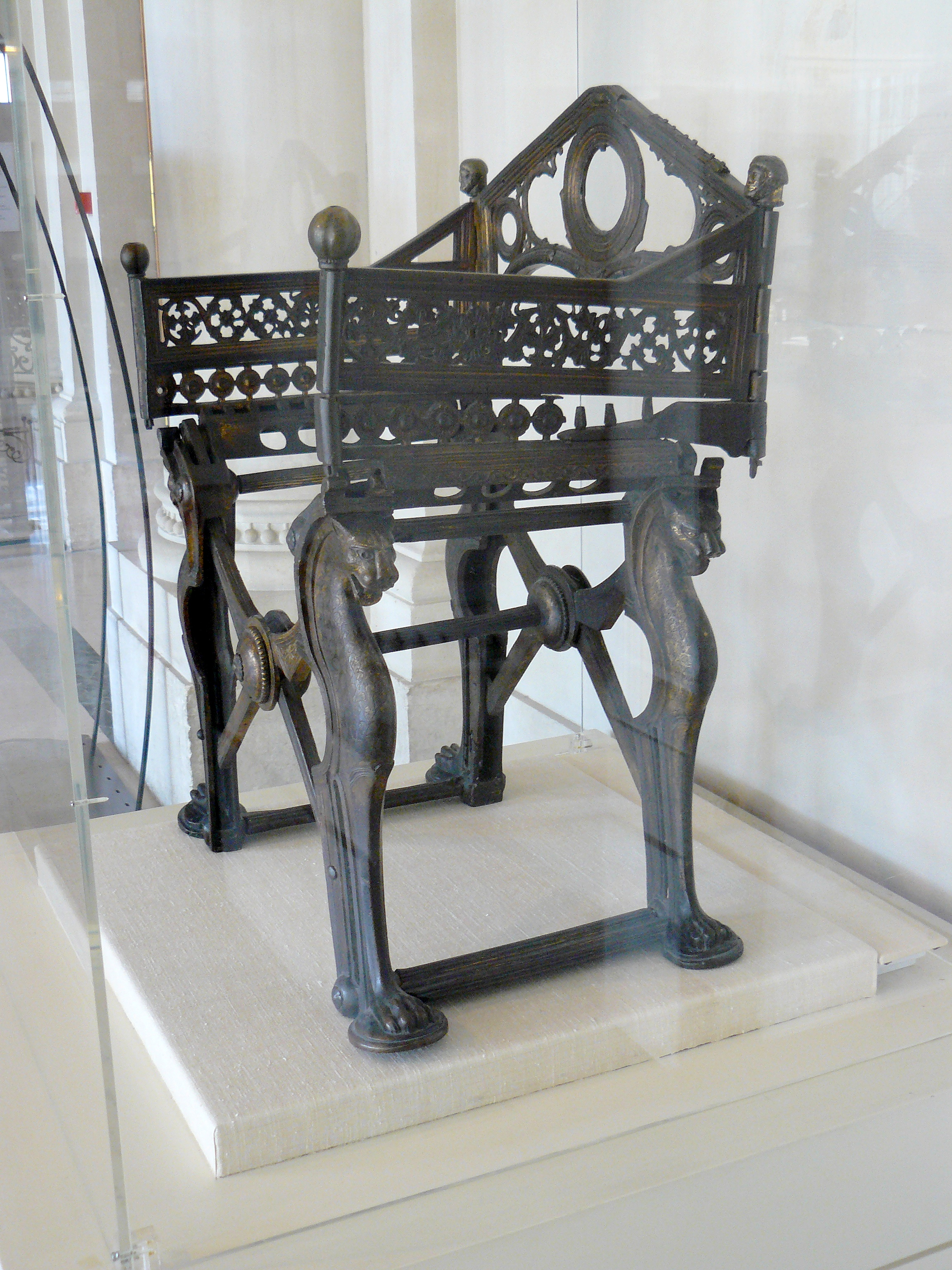
Dagobertův trůn

Kabinet obsahuje na 520 000 mincí a medailí. Mince, jichž je většina, jsou rozděleny do několika kolekcí:
- mince z území Francie od dob Galie po současnost (60 000 exemplářů)
- mince antického Řecka a Říma (225 000 exemplářů)
- mince Blízkého a Dálného východu (55 000 exemplářů)
- ostatní zahraniční mince (4500 exemplářů)

Medaile od dob renesance po současnost jsou rozděleny na medaile (93 000 exemplářů) a hrací známky (20 000 exemplářů).
Sbírka starožitností obsahuje 35 000 předmětů jako např.:
- tzv. poklad z Berthouville, stříbrné předměty z 2. století n. l. objevené v roce 1830
- kameje a intaglie (20 000 exemplářů)
- starověká řecká a etruská keramika
- slonovinové předměty z pozdní antiky a Byzance
- odlévané a foukané starověké řecké a římské sklo
- sochy starověkého Egypta, Řecka a Říma
- stříbrné předměty sasánovského a islámského umění
- různé umělecké předměty pocházející z chrámových pokladů v Saint-Denis a Sainte Chapelle (ostatní jsou uloženy v muzeu Louvre)
- tzv. Dagobertův trůn z bronzu z merovejského období
- slonovinové šachové figurky z 11. století považované dlouho za dílo doby Karla Velikého